# هوبير غاد
هوبير غاد (بالبولندية: Hubert Gad)‏ هو لاعب كرة قدم بولندي، ولد في 15 أغسطس 1914 في شفينتوخوفيتسه في بولندا، وتوفي بنفس المكان في 3 يوليو 1939 بسبب غرق. شارك مع منتخب بولندا لكرة القدم. أما مع النوادي، فقد لعب مع Śląsk Świętochłowice ‏.

## وصلات خارجية
- هوبير غاد على موقع الاتحاد الدولي (مؤرشف)  (الإنجليزية)
- هوبير غاد على موقع قاعدة بيانات كرة القدم.إي يو (الإنجليزية)
- هوبير غاد على موقع عالم كرة القدم.نت (الإنجليزية)
- هوبير غاد على موقع أوليمبيديا (الإنجليزية)
- هوبير غاد على موقع اللجنة الأولمبية البولندية (مؤرشف) (البولندية)